# آنتونی ادواردز
آنتونی ادواردز (به انگلیسی: Anthony Edwards) (زاده ۹ ژوئیه ۱۹۶۲) بازیگر آمریکایی است

## فیلم‌شناسی
از فیلم‌های معروف او می‌توان به فیلم تاپ گان، زودیاک، فراموش شده، غبرستان حیوانات خانگی ۲، تلنگر، حتما اشاره کرد.